# Уразаков, Тимур Ильдусович
Тимур Ильдусович Уразаков (родился 20 ноября 1993 года) — российский регбист, защитник команды Стрела.
Выступал за сборную России по регби-7
С 2016 по 2017 год выступал за регбийный клуб «Кубань»
С 2017 по 2018 год выступал за регбийный клуб «ВВА-Подмосковье»
С 2018 по 2020 год выступал за регбийный клуб «Нарвская Застава»
В 2020 году перешёл в казанскую Стрелу

## Достижения
Призёр Чемпионата России по регби-15
Обладатель Кубка России по регби-7